# Scarlett (Roman)
Scarlett ist der Titel eines 1991 erschienenen Romans von Alexandra Ripley, der eine Fortsetzung von Margaret Mitchells Roman Vom Winde verweht darstellt.

## Roman
Hauptfigur von Alexandra Ripleys Buch ist wieder Scarlett O’Hara, die Heldin aus Mitchells 1936 veröffentlichtem Roman Vom Winde verweht. Die Handlung des Romans Scarlett spielt zunächst in Atlanta, wechselt über die Plantage Tara nach Charleston und nach etwa zwei Dritteln des Romans nach Irland.

### Handlung
Scarlett versucht, ihren Ehemann Rhett zurückzugewinnen, der sich nach dem Tode Melanies von ihr getrennt hat. Nachdem sie zunächst die Waffen streckt, reist sie ihm nach dem Tod ihrer alten Amme Mammy in dessen Heimatstadt Charleston nach, wo sie zunächst bei ihren alten Tanten lebt.
Nachdem Rhetts Mutter erfährt, dass Scarlett sich in Charleston aufhält, nimmt sie sie in ihrem Hause auf. Dort macht sie Bekanntschaft mit Rhetts Geschwistern und der Gesellschaft von Charleston. Sie erkennt schnell, dass diese Gesellschaft ebenso borniert und mit der Vergangenheit verhaftet ist wie die „alte Garde“ von Atlanta, die sie immer verachtet hat.
Nach einer missglückten Segeltour flüchtet sie zunächst zu den Verwandten ihres Vaters nach Savannah, um von dort nach Irland zu reisen und ihre Wurzeln kennenzulernen. Nachdem sie feststellt, dass sie ein Kind von Rhett erwartet, muss sie erfahren, dass sich dieser während ihrer Abwesenheit hat scheiden lassen, um Anne Hampton zu heiraten. Trotzig beschließt Scarlett, dass er nie von der Existenz seines Kindes erfahren soll.
In Irland lernt sie ihren hochbetagten Großvater, ihren Cousin Pater Colum und den Rest der weitverzweigten Familie kennen und beschließt, ihnen unter die Arme zu greifen. Sie kauft den alten Familienbesitz Ballyhara zurück und siedelt das dazugehörende Dorf auf.
Doch das einsame Landleben verliert schnell seinen Reiz, und sie schließt sich der englischen Oberschicht an, was bei den Iren auf heftige Kritik stößt. Nach einem Aufstand, bei dem Ballyhara zerstört wird und die abergläubische Bevölkerung es auf ihre Tochter Cat abgesehen hat, da diese per Kaiserschnitt geboren wurde, eilt ihr wieder einmal Rhett Butler zu Hilfe, dessen Frau schwanger verstarb. Die beiden beschließen, es noch einmal miteinander zu versuchen.

## Fernsehverfilmung
Alexandra Ripleys Roman wurde im Jahr 1994 in der Form der gleichnamigen Mini-Fernsehserie (vier Folgen je 90 Minuten) verfilmt. Das Drehbuch schrieb William Hanley.

## Kritiken
Die New York Times schrieb, der Roman habe mit Vom Winde verweht nur die Namen der Protagonisten gemein und sei „kultureller Kannibalismus“.